# Mercedes T 80
Mercedes-Benz T80 byl jednosedadlové experimentální závodní vozidlo, vyvinuté a postavené v závodech Mercedes-Benz, a navrhl jej Ferdinand Porsche. Tímto vozem zamýšlel překonat rychlostní rekord, ale kvůli vypuknutí druhé světové války se o to nikdy nepokusil.
Vůz byl vyroben v roce 1939, podvozek měl šest kol, poháněna byla jen prostřední dvě. Motor Daimler-Benz DB 603 V12 o objemu 44,5 litru měl výkon 3000 hp. 

## Pozadí
Světově proslulý německý automobilový závodník Hans Stuck byl hlavním propagátorem toho, aby světový pozemní rychlostní rekord překonal a udržel Němec. Byl přesvědčen, že Mercedes-Benz je schopen postavit pro tento úkol speciální závodní automobil. Sám Hitler a Stuck oficiálně zahájili projekt v roce 1937, když byla nacistická Třetí říše na vrcholu své moci. Automobilový designér Dr. Ferdinand Porsche stanovil cílovou rychlost na 550 km/h (342 mph), ale poté, co George Eyston a John Cobb úspěšně během roků 1938–1939 tuto rychlost překonali, byla zvýšena na 600 km/h (373 mph). Koncem roku 1939, když byl dokončen prototyp projektu, byla cílová rychlost mnohem vyšší – 750 km/h (465 mph). Měl to být také byl první pokus o absolutní pozemní rychlostní rekord na německé půdě, Adolf Hitler představil T80 jako další propagandistický triumf německé technologické převahy. Se svolením německé televize to mohl sledovat celý svět. Na té samé dálnici, která se již osvědčila jako ideální pro pokus v nižší třídě, kde Brit Goldie Gardner překročil 320 km/h (200 mph) v kategorii 1 500 cm³.
Pro pohon tohoto vozu byl vybrán masivní dvanáctiválcový Daimler-Benz DB 603 ve tvaru obráceného V o objemu 44,5 litru. Motor byl další vývojový stupeň známého DB-601 – leteckého motoru, který poháněl v té době vyráběný stíhací Messerschmitt Bf 109. DB-603 v Mercedesu byl právě třetí prototyp tohoto motoru a dokázal vyvinout až 3000 hp (2200 kW), což byl zhruba dvojnásobek síly Bf 109 nebo Supermarine Spitfire. Motor běžel na speciální směsi methanolu (63 %), benzinu (16 %), ethanolu (12 %), acetonu (4,4 %), nitrobenzenu (2,2 %), AvGasu (2 %) a etheru (0, 4%) se vstřikováním MW (methanol-voda) pro zlepšení chlazení a jako anti-detonant.
I když tento výkonový údaj zní působivě, není to pro jednorázové závodní motory neobvyklé, zejména pro ty, které používají na krátkou dobu výbušná esoterická paliva. Srovnatelný motor Rolls-Royce R (evoluce motoru Rolls-Royce Merlin) dával až 2 350 hp (1750 kW) na podobnou směs paliva už v roce 1931. Eystonovo rekordní auto Thunderbolt používalo takových motorů několik a nabídlo více než 4 000 hp (3 000 kW).

## Stavba
Obtížný úkol byl splněn díky penězům a technickému géniu. V roce 1939 byl T80 plně dokončen za cenu 600 000 RM. Auto bylo více než 8 metrů dlouhé, mělo tři nápravy, dvě z nich řízené, vážilo přes 2,7 tun, a vydalo 3000 hp (2200 kW), spolu s odborníkem na aerodynamiku Josefem Mikcem navrhl Porsche k dosažení předpokládané rychlosti 750 km/h (465 mph) uzavřenou pilotní kabinu, nízkou svažující se kapotu, zaoblené blatníky a prodloužená zadní ramena. Na zadní straně byla dvě malá křídla k poskytování přítlaku a zvýšení stability. Díky těmto změnám dosáhl součinitel odporu na 0,18 – úžasně nízké číslo pro jakékoliv vozidlo.
Předpovědi z roku 1940 pro pokus o automobilový rychlostní rekord: Jak Hans Stuck ambiciózně plánoval, měl řídit T80 přes speciální úsek Dessau Autobahn (nyní součást moderního A9 Autobahn), který byl 25 metrů široký a 10 km (6,2 mil) dlouhý se zpevněným mediánem. Datum bylo stanoveno na leden 1940. „RekordWoche“ (rekordní týden), ale vypuknutí války tomu zabránilo. V roce 1939, byl vůz neoficiálně přezdíván Schwarzer Vogel (černý pták) a měl být namalován v německých nacionalistických barvách s kompletním německým Adler (Orel) a Hakenkreuz (svastiky). Ale toto bylo nakonec zrušeno a T80 garážován.

## Válka
DB 603 – letecký motor byl během války vymontován a použit v některé tehdejší stíhačce, zatímco vůz byl přesunut do bezpečí a skladován v Korutanech, v Rakousku. T80 přežil válku, na rozdíl od mnoha německých artefaktů, a byl nakonec přesunut do muzea Mercedes-Benz ve Stuttgartu do stálé expozice.
Po válce v roce 1947 řídil John Cobb „Railton Mobil“ a posunul pozemní rychlostní rekord automobilů na 634 km/h (394 mph), tedy rychlost, která byla o 116 km/h (72 mph) pomalejší než 750 km/h (465 mph), které bylo plánováno pro T80 v roce 1940. Až v roce 1964 Art Arfons svým výkonem 875 km/h (544 mph) v proudově poháněném „Green Monster“ (zelená příšera), konečně překonal rychlost, na kterou byl T80 projektován. Koly poháněný vůz Goldenrod překonal rychlost 658,5 km/h (409 mph) se čtyřmi motory Chrysler a toto je americký automobilový rychlostní rekord pro vozidla poháněná pístovým motorem.

## Současný stav
T80 je v současné době k vidění v Mercedes-Benz muzeum ve Stuttgartu-Bad Cannstatt. Mnoho lidí po desetiletí nutilo Mercedes plně obnovit zkoušky T80, aby viděla, jestli by dosáhl oněch „závratných“ 750 km/h (465 mph).

## Technická data
- Celková hmotnost: 2 896 kg (6 385 liber)
- Napájení: 3 000 PS (2 210 kW) & 3 200 ot/min
- Motor: Daimler-Benz DB 603 – 44,5 litru
- Kola: (6) 7 X 31
- Délka: 8,24 m
- Šířka: 3,20 m
- Výška: 1,74 m
- Součinitel odporu: 0,18
- Rychlost: odhaduje v rozmezí 550-750 km/h